# Бирманас, Мечисловас
Мечисловас Бирманас (лит. Mečislovas Birmanas, 1900 — 1950) — литовский шахматист.

## Биография
Жил в Каунасе. Работал бухгалтером. Участвовал в каунасских турнирах, в том числе в чемпионатах города. Перед началом Великой Отечественной войны опубликовал книгу стихов.
В 1942 г. участвовал в матче профсоюзных команд Литвы и Латвии (выиграл у Л. Дрейбергса и сыграл вничью с З. В. Солманисом).
Победил в чемпионате Литвы 1943 г. В турнире, проводившемся в Вильнюсе, набрал 8½ из 11 (+7-1=3) и разделил 1—3 места с Р. Арлаускасом и Л. Абрамавичюсом, а через месяц выиграл проходивший в Каунасе дополнительный двухкруговой турнир (2½ из 4).
После окончания войны участвовал в чемпионате Литовской ССР 1945 г., где набрал 6 очков из 10 (+4-2=4) и разделил 4—6 места (чемпионом республики стал В. И. Микенас).
Много лет имел серьезные проблемы со здоровьем. Умер от пневмонии.

### Семья
Родители: Адомас Бирманас и Александра Бирманиене.
Брат: Эугениюс. Сестры: Ирена (по мужу Бреннер) и Хелена (по мужу Гербич).
Сын: Эугениюс (1930 г.р.), шахматист-любитель, участник внутренних литовских соревнований, в том числе командного чемпионата Литовской ССР 1952 г. (играл на 4-й доске за сборную Каунаса).
Внучка: Лайма, в настоящее время проживает в Чикаго. Основные сведения о биографии Бирманаса сообщены ей в телефонной беседе с литовским шахматистом и журналистом Э. Палецкисом.